# Ona Mallorca
Ona Mallorca era l'emissora de ràdio de Ràdio i Televisió de Mallorca, empresa del Consell de Mallorca. Va ser creada l'any 2000, com una concessió del Consell de Mallorca. Va ser la primera ràdio de les Illes Balears que emeté les 24 hores del dia la programació en català, a part de ser pionera a Internet tant pel seu servei de ràdio a la carta com pel fet de ser capdavantera en emetre en format lliure Ogg Vorbis. A final de 2005 es crea Ràdio i Televisió de Mallorca, que agrupa Ona Mallorca i la nova televisió TV Mallorca i, per tant, Ona Mallorca passà a integrar-se dins aquesta empresa pública.
Emetia per les ones hertzianes (90.6 FM) a Mallorca i per Internet. Establí convenis de col·laboració amb altres emissores de l'estat. Forma part de la xarxa de ràdios municipals XERRAM. Els seus programes El patrimoni, Dos i dos són 22 i La volta al dia en 80 mons han rebut els premis Ràdio Associació de Catalunya, respectivament, els anys 2002, 2009 i 2010.